# Thomas Broich
Thomas Broich est un footballeur allemand né le 29 janvier 1981 à Munich en Allemagne. Il évolue actuellement au poste de milieu de terrain pour le Brisbane Roar FC en Australie.

## Biographie
Arrivé au club australien de Brisbane Roar en 2010, Broich est le deuxième joueur le plus capé du club derrière Matt McKay.

## Palmarès
- Champion d'Australie en 2011, 2012 et 2014 avec le Brisbane Roar FC.
- Nommé dans l'équipe type de l’année du championnat australien en 2011 et 2012.
- Meilleur passeur du championnat australien 2011.
- Joueur étranger de l’année du championnat australien en 2012.